# منصور نمازی
منصور نمازی (عربی: منصور صديق نمازي؛ زادهٔ ۱۳ مارس ۱۹۹۳) یک ورزشکار اهل عربستان سعودی است.
از باشگاه‌هایی که در آن بازی کرده‌است می‌توان به باشگاه فوتبال الاتحاد و باشگاه فوتبال هجر عربستان سعودی اشاره کرد.
وی همچنین در تیم ملی فوتبال Saudi Arabia U20 بازی کرده است.